# Críticas ao blu-ray
As críticas ao blu-ray persistem mesmo após a tecnologia ter sido a vencedora da guerra de formatos, disputada com o HD-DVD no início do século XXI. Contando com uma melhora sensível na qualidade de imagem, os leitores de discos blu-ray ainda pecam pela lentidão na leitura e demoras no carregamento de filmes, Além disso, muitos aparelhos ainda não conseguem ler todos os discos, fazendo com que filmes como Avatar simplesmente não rodem em alguns players. Outra crítica corrente é apontada por Steve Jobs, dono da Apple Inc., quando em 2010 afirmou que o licenciamento da tecnologia é tão complexo que ele apenas espera pela resolução de questões ainda pendentes para que o Blu-ray ser tirado do mercado.

## Sucessores
A própria Blu-ray Disc Association já tem em vista um formato de disco Blu-ray de três ou quatro camadas profundas que vai exigir o uso de um laser mais poderoso, forçando a compra de novos aparelhos de leitura. Shin-ichi Ohkoshi, químico da Universidade de Tóquio, criou um disco de óxido de titânio capaz de armazenar 5 TB (terabytes) de dados, ou 5120GB, enquanto os discos de Blu-ray de camada simples possuem 25GB de capacidade e um de camada dupla possui 50GB.